# Lycoriella antrocola
Lycoriella antrocola är en tvåvingeart som beskrevs av Yang och Zhang 1995. Lycoriella antrocola ingår i släktet Lycoriella och familjen sorgmyggor. Inga underarter finns listade i Catalogue of Life.